# Třebsko
Třebsko (německy Trebsko) je obec v okrese Příbram ve Středočeském kraji, asi 4 km jižně od Příbrami. Žije zde 270 obyvatel.

## Historie
První písemná zmínka o obci pochází z roku 1352.

## Obecní správa

### Části obce
- Třebsko (k. ú. Třebsko)

Sousedními obcemi sídla jsou Milín, Vysoká u Příbramě, Narysov, Tochovice, Příbram a Modřovice.

### Územněsprávní začlenění
Dějiny územněsprávního začleňování zahrnují období od roku 1850 do současnosti. V chronologickém přehledu je uvedena územně administrativní příslušnost obce v roce, kdy ke změně došlo:
- 1850 země česká, kraj Praha, politický i soudní okres Příbram[4]
- 1855 země česká, kraj Praha, soudní okres Příbram
- 1868 země česká, politický i soudní okres Příbram
- 1939 země česká, Oberlandrat Tábor, politický i soudní okres Příbram[5]
- 1942 země česká, Oberlandrat Praha, politický i soudní okres Příbram[6]
- 1945 země česká, správní i soudní okres Příbram[7]
- 1949 Pražský kraj, okres Příbram[8]
- 1960 Středočeský kraj, okres Příbram
- 2003 Středočeský kraj, okres Příbram, obec s rozšířenou působností Příbram

### Politika
V komunálních volbách v roce 2022 se v Třebsku volby nekonaly kvůli nedostatku kandidátů.

## Společnost

### Rok 1932
V roce 1932 bylo ve vsi Třebsko (327 obyvatel, poštovna, katol. kostel) byly v roce 1932 evidovány tyto živnosti a obchody: autodoprava, družstvo pro rozvod elektrické energie v Třebsku, 3 hostince, hrnčíř, krejčí, mlýn, obuvník, pekař, 3 pojišťovací jednatelství, porodní asistentka, povozník, 11 rolníků, řezník, 3 obchody se smíšeným zbožím, Spořitelní a záložní spolek pro Třebsko, 2 trafiky, truhlář.

## Pamětihodnosti
- Farní kostel Nanebevzetí Panny Marie – barokně přestavěn v 17. století. Při pobytu v nedaleké Vysoké sem Antonín Dvořák docházel na mše a hrával zde na varhany. Roku 1894 daroval kostelu nové varhany. Kostel se zařízením vyhořel po úderu blesku v roce 1952. Byl obnoven roku 1957 a zachovány byly pouze dva renesanční nápisové náhrobníky ze 16. století a dvě kamenné sochy. Na kruchtě jsou osazeny raně barokní varhany původem ze hřbitovního kostela sv. Anny v Kostelci nad Orlicí.
- Na severovýchodním okraji vesnice a jihovýchodně od ní se nachází dvojice ohrazených areálů z doby laténské.[11]
- V místě zvaném Podrejží zbytky sejpů po rýžování zlata.[11]
- Výklenková kaple poutní cesty z Březnice na Svatou Horu

## Doprava

### Dopravní síť
Do obce vedou silnice III. třídy. Železniční trať ani stanice či zastávka na území obce nejsou.

### Autobusová doprava
Autobusovou dopravu v obci Třebsko zajišťují společnosti Arriva Střední Čechy a ČSAD AUTOBUSY České Budějovice. Obec je součástí Pražské integrované dopravy (PID). V obci se nachází autobusová zastávka Třebsko. Obcí procházejí dvě autobusové linky: 482 a 567. Linka 482 spojuje obec s Příbramí a směrem na druhou stranu pokračuje přes Březnici, Blatnou až do Strakonic. Linka 567 začíná v Příbrami a pokračuje přes Bohutín, Vysokou u Příbramě, Narysov, Třebsko a Modřovice, přičemž končí v Rožmitálu pod Třemšínem.

## Turistika
Obcí vede cyklotrasa č. 302 Dolní Líšnice – Milín – Třebsko – Příbram – Hořovice.